# Puya rauhii
Puya rauhii är en gräsväxtart som beskrevs av Lyman Bradford Smith. Puya rauhii ingår i släktet Puya och familjen Bromeliaceae. Inga underarter finns listade i Catalogue of Life.